# Ticodendron incognitum
Ticodendron incognitum là loài thực vật hạt kín duy nhất của chi Ticodendron, và nó cũng là thành viên duy nhất của họ Ticodendraceae. Họ hàng gần nhất của nó là các loài trong họ Betulaceae.
Nó được phát hiện năm 1989 tại Oaxaca, México, do trước đó đã bị bỏ qua vì môi trường sống của nó là trong các rừng mây ít được nghiên cứu cũng như do bề ngoài rất 'tầm thường' của nó. Nghiên cứu tiếp theo chỉ ra rằng phạm vi sinh sống của nó kéo dài về phía nam qua Trung Mỹ tới Panama.
Loài này là dạng cây gỗ thường xanh, cao 7–20 m, với bề ngoài rất giống như tống quán sủ (Alnus), với các lá đơn mọc so le, dài 5–12 cm, mép lá khía răng cưa, có lá kèm. Hoa đơn tính khác gốc hoặc đơn tính khác gốc-đa tạp. Bộ nhụy của các hoa đực dạng dấu vết (hiếm). Thụ phấn nhờ gió. Quả hạch không nứt, chứa 1 hạt có vỏ quả ngoài rất cứng. Hạt chứa 2 lớp nội nhũ

## Hóa thạch
Quả hóa thạch của Ferrignocarpus bivalvis, từ Trung Eocen ở Oregon và hệ thực vật đất sét London Tiền Eocen ở miền nam Anh, có hình thái và giải phẫu gần giống với quả của Ticodendron.